# Liste der Zeppeline
Dies ist eine Liste aller Zeppeline, die von den Zeppelin-Gesellschaften geplant, konstruiert und gebaut wurden. Der Begriff Zeppelin wird häufig als Gattungsname für Starrluftschiffe oder Luftschiffe allgemein verwendet.
Die folgende Einteilung in Zeppeline vor, während und nach dem Ersten Weltkrieg richtet sich nach dem Fertigstellungsdatum. Auch einige „Vorkriegszeppeline“ kamen bei den Kampfhandlungen zum Einsatz. Mit dem Zweiten Weltkrieg endeten 1940 alle Zeppelin-Luftschiff-Aktivitäten. Im September 1993 wurde die ZLT Zeppelin Luftschifftechnik GmbH & Co. KG (ZLT) für die Entwicklung und Fertigung des Zeppelin LZ N07 "NT" gegründet.

## Nummerierung und Klassen
Die Einteilung der Zeppelin-Luftschiffe erfolgte in Klassen von A bis X, wobei die Zeppelin-Militärluftschiffe der Vorkriegs-Klasse M  sowie die im Krieg gebauten Klassen P (22 Schiffe), Q (12 Schiffe), R (17 Schiffe) und V (10 Schiffe) die am häufigsten gebauten waren. Der Typ Q war eine Abwandlung des Typs P durch ein 15 m langes zylindrisches Zwischenstück mit einer weiteren Gaszelle, ansonsten waren beide Klassen technisch identisch
Die Klasse R stellte die erste Klasse der sogenannten Super-Zeppeline dar, die knapp 200 m lang waren und im Weiteren als höhentaugliche Bombenträger (Höhenkletterer) verwendet wurden. Typschiff dieser neuen Klassen war LZ 62 (L30), wobei der Typ Q noch einige Zeit parallel für das Heer gebaut wurde, da dem Heer keine ausreichend großen Luftschiffhallen für die Riesenzeppeline zur Verfügung standen. Die Schiffe der Klassen W und X waren nochmals vergrößert und 226 m lang.
Die Firma Luftschiffbau Zeppelin in Friedrichshafen versah ihre Konstruktionen mit einer fortlaufenden Bau- bzw. Produktionsnummer in der Form „LZ“ plus laufende arabische Ziffer, wobei „LZ“ für „Luftschiff Zeppelin“ steht. Fahrzeuge, die für zivile Zwecke eingesetzt wurden, bekamen seit der Baunummer „LZ 7“ darüber hinaus einen Namen. Die deutschen Militärluftschiffe hingegen wurden (wie bei allen Kriegsmarinen der Welt üblich) mit einer „taktischen Nummerierung“ versehen (das gilt auch für Militärluftschiffe anderer Systeme):
- Das  Heer nannte seine ersten Zeppeline „Z“ plus römische Ziffer, z. B. „Z I“ bis „Z XII“ (= Baunummer LZ 26). Die Bezeichnung „Z XIII“ wurde nicht verwendet, weil der designierte Kommandant abergläubisch war; stattdessen wurde die Baunummer „LZ 35“ auch zur taktischen Bezeichnung. Arabische Ziffern wurden dann auch deshalb verwendet, weil eine Fortführung mit römischen Ziffern bald sehr umständlich und in der Ausführung (als Name an der Bugspitze) recht lang geworden wäre. So hatten die Heeresluftschiffe LZ 35 bis LZ 39 Namen, die ihrer Baunummer entsprachen. Ab der Baunummer LZ 42 ergab sich der Name der Heeresluftschiffe aus der laufenden Baunummer plus „30“, die Produktionsnummer LZ 42 bekam also den Namen (sprich: die taktische Bezeichnung) „LZ 72“. Ob dieser „Zahlensprung“ etwas mit „Verschleierung“ zu tun hatte, sei dahingestellt, praktisch waren die Kriegsgegner sehr gut über die laufende Produktion der Luftschiffe unterrichtet, und dies stellte sich nicht erst nach dem Kriege heraus. Im Januar 1917 stellte das Heer dann den Einsatz von Luftschiffen ein.
- Die Marine verwendete für die Luftschiffe vom Typ Zeppelin die taktische Bezeichnung „L“ (= Luftschiff) plus laufende arabische Ziffer.

## Liste der Zeppeline

### Vor dem Ersten Weltkrieg gebaut
| Werk-Nr. | Name/taktische Nummerierung | Einsatzbereich                | Volumen (m³)    | Erstfahrt         | Bemerkungen | Letzte Fahrt      |
| -------- | --------------------------- | ----------------------------- | --------------- | ----------------- | --- | ----------------- |
| LZ 1     |                             | Prototyp                      | 11.300          | 2. Juli 1900      | abgewrackt | 24. Oktober 1900  |
| LZ 2     |                             | experimentell                 | 11.300          | 30. November 1905 | bei Unfall nach Notlandung bei zweiter Fahrt bei Kißlegg zerstört. | 17. Januar 1906   |
| LZ 3     | Z I                         | experimentell; Heer           | 11.300 / 12.200 | 9. Oktober 1906   | nach Umbau 1908 an das Heer verkauft; als Schulschiff eingesetzt; 1913 abgerüstet. | ?                 |
| LZ 4     |                             | militärisch (geplant)         | 15.000          | 20. Juni 1908     | zerstört beim Unglück von Echterdingen; siehe Zeppelin; keine Opfer. | 5. August 1908    |
| LZ 5     | Z II                        | experimentell; Heer           | 15.000          | 26. Mai 1909      | 1910 während eines Sturms bei Weilburg an der Lahn gestrandet. | 24. April 1910    |
| LZ 6     |                             | experimentell; zivil (DELAG)  | 15.000 / 16.000 | 25. August 1909   | erste Funkversuche; erstes Luftschiff der DELAG; 14. September 1910 in seiner Halle Baden-Oos fahrlässig zerstört (verbrannt). | ?                 |
| LZ 7     | „Deutschland“               | zivil (DELAG)                 | 19.300          | 19. Juni 1910     | Bei Unfall über dem Teutoburger Wald irreparabel beschädigt. | 28. Juni 1910     |
| LZ 8     | Ersatz „Deutschland“        | zivil (DELAG)                 | 19.300          | 30. März 1911     | Am 16. Mai 1911 unter dem erstmaligen Kommando von Hugo Eckener bei der Ausfahrt von einer Windböe an die Wand der Flughafenhalle in Düsseldorf gedrückt und irreparabel beschädigt. | 16. Mai 1911      |
| LZ 9     | Ersatz Z II                 | Heer                          | 16.500 / 17.800 | 2. Oktober 1911   | abgerüstet am 1. August 1914 | ?                 |
| LZ 10    | „Schwaben“                  | zivil (DELAG)                 | 16.500          | 26. Juni 1911     | transportierte bei 224 Fahrten 4.354 Passagiere und legte dabei 27.321 km zurück; am 28. Juni 1912 bei einem Unfall auf dem Flugfeld in Düsseldorf zerstört. | ?                 |
| LZ 11    | „Viktoria Luise“            | zivil (DELAG); später: Heer   | 18.700          | 19. Februar 1912  | transportierte bei 489 Fahrten 9.783 Passagiere und legte dabei 54.312 km zurück; im August 1914 vom Heer übernommen, der OHL unterstellt und unter Kommando von Hptm. Lempertz in Frankfurt stationiert, später als Schulschiff genutzt; brach am 8. Oktober 1915 beim Einhallen auseinander. | ?                 |
| LZ 12    | Z III                       | Heer                          | 16.500          | 25. April 1912    | abgerüstet am 1. August 1914 | ?                 |
| LZ 13    | „Hansa“                     | zivil (DELAG); später: Heer   | 18.700          | 30. Juli 1912     | Legte bei 399 Fahrten mit 6.217 Passagieren 44.437 km zurück; erste planmäßige Fahrt ins Ausland (nach Dänemark und Schweden); nach Ausbruch des Ersten Weltkrieges Umbau zum Militärluftschiff, Aufbau einer Plattform auf dem First des Schiffes für 2 Maschinengewehre; Angriffsfahrten nach Frankreich und Aufklärungsfahrten über der Ostsee (Einnahme von Libau). Ab Frühjahr 1915 Verwendung als Schulschiff in Berlin-Johannisthal; über 500 Fahrten über Berlin; dabei auch wochenlang Funkversuche zwischen dem Dampfer Siegesfürst auf dem Müggelsee und zugleich Tests, inwieweit der Gegner Luftschifffunkverkehr stören könnte; abgerüstet in Jüterbog im August 1916 | ?                 |
| LZ 14    | L 1                         | Marine                        | 22.500          | 7. Oktober 1912   | wurde bei einem Gewitter über der Nordsee vom Sturm ins Meer gedrückt; 14 Besatzungsmitglieder ertranken. | 9. September 1913 |
| LZ 15    | Ersatz Z I                  | Heer                          | 22.500          | 16. Januar 1913   | bei einer Notlandung zerstört. | 19. März 1913     |
| LZ 16    | Z IV                        | Heer                          | 19.500          | 14. März 1913     | überquerte am 3. April 1913 versehentlich bei dichtem Nebel die französische Grenze und wurde einen Tag lang in Lunéville festgehalten. Im August 1914 der VIII. Armee in Ostpreußen unterstellt und unter Kommando von Hptm. von Quast von August bis Oktober 1914 in Königsberg stationiert; dabei einige nächtliche Aufklärungsfahrten auf Festung Osowiec und Schaulen, später Bombenangriffe auf Warschau und Lyck. Ab 1915 als Schulschiff verwendet; da veraltet im Herbst 1916 in Jüterbog abgewrackt. | ?                 |
| LZ 17    | „Sachsen“                   | zivil (DELAG); später: Marine | 22.500 / 20.900 | 3. Mai 1913       | transportierte bei 419 Fahrten 9.837 Passagiere und legte dabei 39.919 km zurück; bei Ausbruch des Ersten Weltkrieges als Schulschiff von der Marine gechartert. Abgerüstet im Herbst 1916. | ?                 |
| LZ 18    | L 2                         | Marine                        | 27.000          | 9. September 1913 | zerstört bei der Explosion eines Motors; die gesamte Besatzung kam ums Leben. | 17. Oktober 1913  |
| LZ 19    | Zweiter Ersatz Z I          | Heer                          | 22.500          | 6. Juni 1913      | in einem Gewittersturm am 13. Juni 1914 irreparabel beschädigt. | ?                 |
| LZ 20    | Z V                         | Heer                          | 22.500          | 8. Juli 1913      | im Ersten Weltkrieg für Aufklärungsfahrten über Westpolen eingesetzt; Notlandung während der Schlacht bei Tannenberg nach einem Angriff auf Mława; die Besatzung wurde beim Versuch, das Schiff in Brand zu setzen, von feindlicher Kavallerie gestellt und geriet in Gefangenschaft. | 23. August 1914   |
| LZ 21    | Z VI 'Cöln'                 | Heer                          | 20.870          | 10. November 1913 | Im August 1914 unter Kommando von Hptm. Kleinschmidt in Köln stationiert und direkt der OHL unterstellt. Beim nächtlichen Angriff auf Lüttich durch Abwehrfeuer beschädigt, nach Gasverlust bei Bonn notgelandet und dort abgewrackt. Nachfolger: LZ 17. | 6. August 1914    |
| LZ 22    | Z VII                       | Heer                          | 22.140          | 8. Januar 1914    | Im August 1914 unter Kommando von Hptm. Jacobi in Baden-Oos stationiert und direkt der OHL unterstellt. Bei einer Aufklärungsfahrt im Elsass in einer Flughöhe von nur 1.500 m bei taktischer Aufklärung von Infanteriefeuer getroffen und bei anschließender Notlandung in Saint-Quirin, Lothringen irreparabel beschädigt. | 23. August 1914   |
| LZ 23    | Z VIII                      | Heer                          | 22.140          | 11. Mai 1914      | Im August 1914 unter Kommando von Hptm. Andrée in Trier stationiert und direkt der OHL unterstellt. Am 22./23. August 1914 mit gleichem Auftrag (Aufklärung sowie Bombenabwurf) wie Z VII unterwegs; geriet nach seiner Notlandung hinter feindlichen Linien vorübergehend in die Hände französischer Soldaten und wurde geplündert. Es gelang jedoch der Mannschaft, sich zu den deutschen Linien durchzuschlagen und die Aufklärungsmeldungen abzuliefern. | 23. August 1914   |
| LZ 24    | L 3                         | Marine                        | 22.470          | 11. Mai 1914      | 24 Aufklärungsfahrten über der Nordsee; nahm am ersten Luftangriff auf England am 19. Januar 1915 teil; wegen Motorschadens im Sturm bei Fanø/Dänemark notgelandet und von seiner Mannschaft zerstört. Besatzung in Dänemark interniert. | 17. Februar 1915  |
| LZ 25    | Z IX                        | Heer                          | 22.470          | 13. Juli 1914     | Im August 1914 unter Kommando von Hptm. Horn in Düsseldorf, direkt der OHL unterstellt und eingesetzt für Aufklärungs- und Bombenangriffsfahrten in Nordfrankreich, darunter die beiden einzigen Fernaufklärungseinsätze der Heeresluftschifffahrt am 1. September 1914 gegen Gent und am 25. September 1914 gegen Boulogne; zerstört durch gezielten Bombenangriff eines R.N.A.S.-Fliegers auf seine Halle in Düsseldorf am 8. Oktober 1914. | ?                 |

### Im Ersten Weltkrieg gebaut
| Werk-Nr. | Name/taktische Nummerierung | Einsatzbereich | Volumen (m³) | Erstfahrt | Bemerkungen | Letzte Fahrt |
| -------- | --- | --- | --- | --- | --- | --- |
| LZ 26    | Z XII | Heer | 25.000 | 14. Dezember 1914 | 11 Angriffsfahrten in Nordfrankreich und an der Ostfront, dabei Abwurf von 20.000 kg Bomben. Nach Aufgabe der Heeresluftschifffahrt am 8. August 1917 in Jüterbog abgewrackt. | ? |
| LZ 27    | L 4 | Marine | 22.470 | 18. August 1914 | 11 Aufklärungsfahrten über der Nordsee; nahm am ersten Luftangriff auf England am 19. Januar 1915 teil. Wetterbedingte Notlandung in Blåvands Huk am 17. Februar 1915; der größte Teil der Mannschaft konnte sich aus dem havarierten Luftschiff retten, das erleichterte Wrack stieg ungelenkt auf (mit noch vier Mann an Bord – vermisst), der Rest der Besatzung wurde in Dänemark interniert. | 17. Februar 1915 |
| LZ 28    | L 5 | Marine | 22.470 | 22. September 1914 | 47 Aufklärungsfahrten über Nord- und Ostsee; besonders hilfreich beim Aufspüren feindlicher Seeminen; zwei Angriffsfahrten, dabei Abwurf von 700 kg Bomben; am 7. August 1915 bei Angriff auf Dünamünde durch russisches Abwehrfeuer nach Treffern beschädigt und gestrandet. | 7. August 1915 |
| LZ 29    | Z X | Heer | 22.470 | 13. Oktober 1914 | zwei Angriffe auf Calais und Paris, dabei Abwurf von 1.800 kg Bomben; auf dem Rückweg durch feindliches Feuer beschädigt und nach Notlandung in Saint-Quentin abgewrackt. | 20. März 1915 |
| LZ 30    | Z XI | Heer | 22.470 | 11. November 1914 | Einsatz für Angriffe auf Warschau, Grodno und andere Ziele nahe der Ostfront. Beim Herausbringen aus der Halle in Posen am 20. Mai 1915 abgebrannt. | 20. Mai 1915 |
| LZ 31    | L 6 | Marine | 22.470 | 3. November 1914 | spielte eine wichtige Rolle bei der Abwehr eines britischen Marineangriffs auf die deutsche Küste am 25. Dezember 1914; 36 Aufklärungsfahrten über Nordsee und Umgebung, dabei Markierung von Minenfeldern; ein erfolgreicher Angriff gegen England, dabei Abwurf von 700 kg Bomben. Fing am 16. September 1916 beim Gasnachfüllen in seiner Halle in Hamburg-Fuhlsbüttel Feuer und verbrannte zusammen mit L 9. | 19. September 1915 |
| LZ 32    | L 7 | Marine | 22.470 | 20. November 1914 | 77 Aufklärungsfahrten über der Nordsee; mehrere erfolglose Angriffsversuche auf die englische Küste. Am 4. Mai 1916 nach Treffer durch britischen Kreuzer von britischem U-Boot brennend abgeschossen. | 4. Mai 1916 |
| LZ 33    | L 8 | Marine | 22.470 | 17. Dezember 1914 | Aufklärungsfahrten entlang der Westfront; strandete nach Beschädigung durch feindliches Feuer am 5. März 1915 bei Tienen. | 5. März 1915 |
| LZ 34    | LZ 34 | Heer | 22.470 | 6. Januar 1915 | zwei Angriffsfahrten an der Ostfront, dabei Abwurf von 1.110 kg Bomben; am 21. Juni 1915 durch feindliches Abwehrfeuer schwer beschädigt; verbrannte nach Notlandung nahe Insterburg. | 21. Mai 1915 |
| LZ 35    | LZ 35 | Heer | 22.470 | 1. Januar 1915 | zwei Angriffe auf Paris und Poperinge (Belgien), dabei Abwurf von 2.420 kg Bomben; Notlandung nahe Aeltre (Belgien) wegen starker Abwehrfeuerschäden, dann in einem Sturm zerstört. | 13. April 1915 |
| LZ 36    | L 9 | Marine | 24.900 | 8. März 1915 | 74 Aufklärungsfahrten über der Nordsee; vier Angriffe auf England, dabei Abwurf von 5.683 kg Bomben; mehrere Angriffe auf britische U-Boote. Verbrannte am 16. September 1916 zusammen mit L 6 in seiner Halle in Hamburg-Fuhlsbüttel. | 16. September 1916 |
| LZ 37    | LZ 37 | Heer | 22.470 | 4. März 1915 | Nach der ersten Angriffsfahrt nach Calais am 6./7. Juni 1915 durch den britischen Jagdflieger Flt.Sub-Lt. Reginald Alexander John Warneford vom RNAS bei Gent brennend abgeschossen. Kommandant war Otto van der Haegen. | 7. Juni 1915 |
| LZ 38    | LZ 38 | Heer | 31.900 | 3. April 1915 | fünf erfolgreiche Angriffe auf Harwich, Ramsgate, Southend-on-Sea (zweimal) und London, dabei Abwurf von 8.360 kg Bomben. Durch britischen Bombenabwurf auf seine Halle in Brüssel zerstört. | 7. Juni 1915 |
| LZ 39    | LZ 39 | Heer | 22.900 | 24. April 1915 | drei Angriffsfahrten an der West- und später zwei an der Ostfront, dabei Abwurf von 4.184 kg Bomben insgesamt. Am 17. Dezember 1915 durch feindliches Feuer schwer beschädigt und nach Notlandung abgerüstet. | 18. Dezember 1915 |
| LZ 40    | L 10 | Marine | 31.900 | 13. Mai 1915 | 8 Aufklärungsfahrten über Nordsee und Umgebung; 5 Angriffe auf England, dabei Abwurf von 9.900 kg Bomben. Am 3. September 1915 durch Blitzschlag in der Luft nahe Cuxhaven verbrannt. | 3. September 1915 |
| LZ 41    | L 11 | Marine | 31.900 | 7. Juni 1915 | 31 Aufklärungsfahrten, insbesondere während der Seeschlacht von Skagerrak; 12 Angriffsfahrten gegen England, dabei Abwurf von 15.543 kg Bomben. Abgerüstet als veraltet am 25. April 1916. | ? |
| LZ 42    | LZ 72 | Heer | 31.900 | 15. Juni 1915 | qualitativ schlechtes Rippenmaterial, daher nur als Schulschiff eingesetzt; als veraltet abgerüstet am 16. Februar 1917 | ? |
| LZ 43    | L 12 | Marine | 31.900 | 21. Juni 1915 | 5 Aufklärungsfahrten; Notwasserung auf dem Kanal nach einem Angriff auf London, Harwich und den Humber am 10. August 1915. Wird eingeschleppt nach Ostende und dann am „Cockerill-Kai“ (Cockerillkaaj) festgemacht. Bei den Reparaturarbeiten gerät das Luftschiff in Brand; die Reste wurden abgewrackt. | 10. August 1915 |
| LZ 44    | LZ 74 | Heer | 31.900 | 8. Juli 1915 | zwei Angriffsfahrten gegen England, dabei Abwurf von 3.500 kg Bomben; kollidierte bei Nebel am 8. Oktober 1915 mit einem Berg und wurde abgewrackt. | 8. Oktober 1915 |
| LZ 45    | L 13 | Marine | 31.900 | 23. Juli 1915 | 45 Aufklärungsfahrten; 15 Angriffsfahrten gegen England, dabei Abwurf von 20.667 kg Bomben; abgerüstet am 25. April 1917 | ? |
| LZ 46    | L 14 | Marine | 31.900 | 9. August 1915 | erfolgreichstes deutsches Marineluftschiff; 42 Aufklärungsfahrten; 17 Angriffsfahrten gegen England, dabei Abwurf von 22.045 kg Bomben; 1917 und 1918 nicht mehr eingesetzt. Am 23. Juni 1919, zwei Tage nach der Selbstversenkung der Kaiserlichen Hochseeflotte in Scapa Flow, von seiner Mannschaft zerstört. | ? |
| LZ 47    | LZ 77 | Heer | 31.900 | 24. August 1915 | 6 Angriffe gegen England und Frankreich, dabei Abwurf von 12.610 kg Bomben. In der Schlacht um Verdun durch gegnerisches Abwehrfeuer brennend abgeschossen. | 21. Februar 1916 |
| LZ 48    | L 15 | Marine | 31.900 | 9. September 1915 | 8 Aufklärungsfahrten; 3 Angriffe gegen England, dabei Abwurf von 5.780 kg Bomben. Strandete am 1. April 1916 bei einem Angriff auf London, beschädigt durch Abwehrfeuer, nahe der Themsemündung niedergegangen; die Mannschaft geriet in Gefangenschaft. | 1. April 1916 |
| LZ 49    | LZ 79 | Heer | 31.900 | 2. August 1915 | Abwurf von 4.440 kg Bomben bei fünf Angriffen gegen: Brest-Litowsk und Kowel am 10/11. August 1915; Kobrin-Pinsk am 25/26. August 1915; England am 13. September 1915; la Creuzof am 25/26. Januar 1916 und gegen Paris am 29/30. Januar 1916, dabei von französischem Abwehrfeuer getroffen und bei Notlandung ohne Personenschäden nahe Ath irreparabel beschädigt | 30. Januar 1916 |
| LZ 50    | L 16 | Marine | 31.900 | 23. September 1915 | 44 Aufklärungsfahrten; 12 Angriffe gegen England, dabei Abwurf von 18.048 kg Bomben; Versorgungsfahrten zu deutschen Inseln im Winter 1916/17; einzige Landung eines Luftschiffs auf einer deutschen Nordseeinsel bei Aufenthalt auf Juist am 8. Februar 1917. Als Schulschiff bei Notlandung nahe Brunsbüttel am 19. Oktober 1917 irreparabel beschädigt und abgewrackt. | 19. Oktober 1917 |
| LZ 51    | LZ 81 | Heer | 35.800 | 7. Oktober 1915 | Einsatz an der Südost- und Westfront; beförderte am 9. November 1915 eine diplomatische Kommission über feindliches Gebiet in Serbien; ein Angriff auf Étaples (Frankreich) und zwei auf Bukarest, dabei Abwurf von insgesamt 4.513 kg Bomben; strandete am 27. September 1916 nahe Tirnowa (Bulgarien) und wurde abgewrackt. | 27. September 1916 |
| LZ 52    | L 18 | Marine | 31.900 | 3. November 1915 | In der Halle von Tondern am 17. November 1915 beim Gasnachfüllen verbrannt. | 17. November 1915 |
| LZ 53    | L 17 | Marine | 31.900 | 27. November 1915 | 27 Aufklärungsfahrten; 9 Angriffe gegen England, dabei Abwurf von 10.724 kg Bomben. Verbrannte am 28. Dezember 1916 in seiner Halle in Tondern, als LZ69 „L 24“ Feuer fing. | 2. Februar 1916 |
| LZ 54    | L 19 | Marine | 31.900 | 27. November 1915 | Eine Angriffsfahrt gegen England am 31. Januar 1916, dabei Abwurf von 1.600 kg Bomben. L 19 war am 1. Februar 1916 im Nebel irrtümlich über niederländisches Gebiet geraten, von der Flak beschossen worden und musste nach Treffern wegen Motorhavarie auf dem Wasser notlanden. Das Wrack hielt sich noch zwei Tage auf dem Wasser. Der englische Fischdampfer „King Stephen“ weigerte sich völkerrechtswidrig, angeblich aus Angst vor den Schiffbrüchigen, die Luftschiffer zu retten. Die Besatzung des Zeppelins ertrank. Am 25. April 1916 wurde die Besatzung der „King Stephen“ von einem deutschen Torpedoboot gefangen genommen und nach Deutschland verbracht. Der letzte Kommandant war Odo Loewe (* 1884).                   | 2. Februar 1916 |
| LZ 55    | LZ 85 | Heer | 35.800 | 12. September 1915 | 6 Angriffsfahrten gegen Dünaburg (Litauen), Minsk, Eisenbahnknoten in Riga, und Thessaloniki (dreimal), dabei Abwurf von 14.200 kg Bomben; strandete am 5. Mai 1916, beschädigt durch feindliches Abwehrfeuer, in den Wardarsümpfen | 5. Mai 1916 |
| LZ 56    | LZ 86 | Heer | 35.800 | 10. Oktober 1915 | 7 Angriffsfahrten entlang der Ost- und Südostfront, dabei Abwurf von 14.800 kg Bomben; Absturz in Szentandrás am 3. September 1916 nach einer Angriffsfahrt, als beide Gondeln abbrachen. | 4. September 1916 |
| LZ 57    | LZ 87 | Heer | 35.800 | 6. Dezember 1915 | zwei Angriffe gegen Ramsgate beziehungsweise Margate, dabei Abwurf von 3.000 kg Bomben; im Juli 1916 an die Marine übergeben; 16 Aufklärungsfahrten über Ostsee und Umgebung; später als Schulschiff eingesetzt. Im Juli 1917 als veraltet in Jüterbog abgerüstet. | 28. Juli 1917 |
| LZ 58    | LZ 88 / L 25 | Heer/Marine | 35.800 | 14. November 1915 | 14 Aufklärungsfahrten; 3 Angriffsfahrten entlang der Westfront, dabei Abwurf von 4.249 kg Bomben; im Januar 1917 nach Auflösung der Heeresluftschifffahrt an die Marine übergeben, die es nur zu Testzwecken einsetzte. Abgerüstet am 15. September 1917. | 15. September 1917 |
| LZ 59    | L 20 | Marine | 35.800 | 21. Dezember 1915 | 6 Aufklärungsfahrten; 2 Angriffsfahrten gegen England, dabei Abwurf von 2.864 kg Bomben; strandete nach dem zweiten Angriff am 4. Mai 1916 wegen Treibstoffknappheit nahe Stavanger (Norwegen). Die Mannschaft wurde interniert; Kapitänleutnant Stabbert entkam jedoch sechs Monate später. | 3. Mai 1916 |
| LZ 60    | LZ 90 | Heer | 35.800 | 1. Januar 1916 | Im Mai 1916 in Dresden durch die Zeppelinwerft aus Friedrichshafen um 12 m verlängert, um mehr Auftrieb zu erhalten. Vier Angriffsfahrten gegen Bar-le-Duc, Norwich, London und Étaples, dabei Abwurf von 8860 kg Bomben. Am 4. Sept. 1916 bei einer Angriffsfahrt auf London wurde die erstmals mitgeführte Beobachtungsgondel mit Winde über London abgeworfen, um größere Höhe zu erreichen. Dann wurde die damalige Rekordhöhe von 5.900 m erreicht. Kommandant war Hptm. la Quiante. Ab Oktober 1916 neuer Kommandant Hptm. Werner. Am 7. November 1916 bei einem Sturm unbemannt bei Wittmund über die Nordsee abgetrieben und verschollen.                                                                                          | ? |
| LZ 61    | L 21 | Marine | 35.800 | 12. September 1915 | 17 Aufklärungsfahrten; 10 Angriffe gegen England, dabei Abwurf von 14.442 kg Bomben; Am 28. November 1916 durch englischen Abfangjäger mit Phosphormunition brennend abgeschossen. | 28. November 1916 |
| LZ 62    | L 30 | Marine | 55.200 | 28. Mai 1916 | 10 Angriffsfahrten gegen England, dabei Abwurf von 23.305 kg Bomben (die aber wegen schlechter Sichtverhältnisse kaum Schaden anrichteten); 31 Aufklärungsfahrten über Nord- und Ostsee und an der Ostfront; Minenräumeinsatz über der Nordsee nach dem Ersten Weltkrieg; außer Dienst gestellt am 17. November 1917. 1920 im Rahmen der Reparationsleistungen an Belgien ausgeliefert und verschrottet. | ? |
| LZ 63    | LZ 93 | Heer | 31.900 | 23. Februar 1916 | drei Angriffsfahrten auf Dünkirchen, Mardick und Harwich, dabei Abwurf von 3.240 kg Bomben. Nach Auflösung der Heeresluftschifffahrt im August 1917 abgerüstet. | 22. Februar 1916 |
| LZ 64    | L 22 | Marine | 35.800 | 2. März 1916 | 30 Aufklärungsfahrten; 8 Angriffe gegen England, dabei Abwurf von 9.215 kg Bomben; während einer Aufklärungsfahrt am 14. Mai 1917 durch britischen Flieger nahe Terschelling abgeschossen. | 14. Mai 1917 |
| LZ 65    | LZ 95 | Heer | 35.800 | 31. Januar 1916 | am 2. Februar 1916 bei einem versuchten Angriff gegen Vitry-le-François durch französisches Luftabwehrfeuer beschädigt und bei Namur gestrandet. | 2. Februar 1916 |
| LZ 66    | L 23 | Marine | 35.800 | 8. April 1916 | 51 Aufklärungsfahrten; 3 Angriffe gegen England, dabei Abwurf von 5254 kg Bomben; brachte am 23. April 1917 die norwegische Bark Royal in der Nordsee auf; am 21. August 1917 von einem Bordflugzeug des britischen Kreuzers Yarmouth bei Lyngrik/Dänemark abgeschossen. | 21. August 1917 |
| LZ 67    | LZ 97 | Heer | 35.800 | 4. April 1916 | 4 Angriffe gegen London (zweimal), Boulogne und später Bukarest, dabei Abwurf von 5.760 kg Bomben, außerdem mehrere erfolglose Fahrten bei schlechtem Wetter. Nach Auflösung der Heeresluftschifffahrt am 5. Juli 1917 abgerüstet. | ? |
| LZ 68    | LZ 98 | Heer | 35.800 | 28. April 1916 | eine Angriffsfahrt gegen London, dabei Abwurf von 1.513 kg Bomben; weitere Fahrten wegen schlechten Wetters abgebrochen; im November 1916 an die Marine übergeben; 15 Aufklärungsfahrten über Ostsee und Umgebung. Nach Auflösung der Heeresluftschifffahrt im August 1917 abgewrackt. | ? |
| LZ 69    | L 24 | Marine | 35.800 | 20. Mai 1916 | 19 Aufklärungsfahrten über Nordsee und Umgebung; 4 Angriffe gegen England, dabei Abwurf von 8.510 kg Bomben; stieß beim Einhallen in Tondern am 28. Dezember 1916 gegen eine Wand und verbrannte zusammen mit LZ53 „L17“. | 28. Dezember 1917 |
| LZ 70    | Wegen Umstellung auf größeren Schiffstyp nicht gebaut | Wegen Umstellung auf größeren Schiffstyp nicht gebaut | Wegen Umstellung auf größeren Schiffstyp nicht gebaut | Wegen Umstellung auf größeren Schiffstyp nicht gebaut | Wegen Umstellung auf größeren Schiffstyp nicht gebaut | Wegen Umstellung auf größeren Schiffstyp nicht gebaut |
| LZ 71    | LZ 101 | Heer | 35.800 | 29. Juni 1916. | stationiert in Jambol (Bulgarien); 7 Angriffe gegen Bukarest, Ciulnița, Fetești, Galați, Odessa, Mytilini, Iași und Mudros, dabei Abwurf von 11.934 kg Bomben. Abgerüstet im September 1917 nach Auflösung der Heeresluftschifffahrt. | ? |
| LZ 72    | L 31 | Marine | 55.200 | 12. Juli 1916 | eine wichtige Aufklärungsfahrt bei einer Flottenoperation gegen Sunderland; 6 Angriffsfahrten gegen England, dabei Abwurf von 19.411 kg Bomben; am 2. Oktober 1916 über London von britischem Abfangjäger brennend abgeschossen. Kommandant war Kapitänleutnant Heinrich Mathy, der mit seiner Besatzung ums Leben kam. Sie wurden auf einem Friedhof in der Nähe der Absturzstelle beigesetzt. | 1. Oktober 1916 |
| LZ 73    | LZ 103 | Heer | 35.800 | 8. August 1916 | ein erfolgreicher Angriff auf Calais, dabei Abwurf von 1.530 kg Bomben (mehrere weitere Angriffsfahrten wurden wegen schlechten Wetters abgesagt oder abgebrochen); nach Auflösung der Heeresluftschifffahrt am 8. August 1917 abgewrackt. | ? |
| LZ 74    | L 32 | Marine | 55.200 | 8. August 1916 | eine wichtige Aufklärungsfahrt bei einer Flottenoperation gegen Sunderland; drei Angriffsfahrten gegen England, dabei Abwurf von 6.860 kg Bomben; am 24. September 1916 von britischem Abfangjäger über London brennend abgeschossen. | 24. September 1916 |
| LZ 75    | L 37 | Marine | 55.200 | 9. November 1916 | 17 Aufklärungsfahrten über Nord- und Ostsee und England; 4 Angriffsfahrten, dabei Abwurf von 6.450 kg Bomben; außer Dienst gestellt am 24. Dezember 1917; 1920 in Einzelteile zerlegt an Japan ausgeliefert. | ? |
| LZ 76    | L 33 | Marine | 55.200 | 30. August 1916 | eine Angriffsfahrt gegen London, bei der 3.200 kg Bomben abgeworfen wurden, dabei noch über der Stadt abgeschossen und bei Little Wigborough, Essex notgelandet. Obgleich die Mannschaft die Hülle verbrannte, vermaßen britische Ingenieure das Gerippe; die Pläne dienten später als Grundlage für die Konstruktion der Luftschiffe R33 und R34. | 24. September 1916 |
| LZ 77    | LZ 107 | Heer | 35.800 | 16. Oktober 1916 | eine Angriffsfahrt gegen Boulogne (Frankreich), dabei Abwurf von 1.440 kg Bomben (mehrere weitere Angriffe wurden abgesagt oder abgebrochen). Nach Auflösung der Heeresluftschifffahrt abgerüstet im Juli 1917. | ? |
| LZ 78    | L 34 | Marine | 55.200 | 27. September 1916 | drei Aufklärungsfahrten; zwei Angriffe gegen England, dabei Abwurf von 3.890 kg Bomben; am 28. November 1916 über Hartlepool von britischem Abfangjäger abgeschossen. | 28. November 1916 |
| LZ 79    | L 41 | Marine | 55.200 | 15. Januar 1917 | 15 Aufklärungsfahrten über Nordsee und Umgebung; vier Angriffe gegen England, dabei Abwurf von 6.567 kg Bomben; ab dem 11. Dezember 1917 als Schulschiff verwendet. Am 23. Juni 1919 von seiner Mannschaft zerstört. | ? |
| LZ 80    | L 35 | Marine | 55.200 | 18. Oktober 1916 | 13 Aufklärungsfahrten über Nord- und Ostsee; drei Angriffe gegen England, dabei Abwurf von 4.284 kg Bomben; 1918 Versuche mit dem Siemens Torpedogleiter, einem kabelgesteuerten Seezielflugkörper; Versuche mit Bordflugzeug vom Typ Albatros D.III; abgerüstet im September 1918. | ? |
| LZ 81    | LZ 111 | Heer | 35.800 | 20. Dezember 1916 | vom Heer nicht eingesetzt und im Mai 1917 der Marine übergeben; 7 Aufklärungsfahrten über der Ostsee. Abgerüstet am 10. August 1917. | ? |
| LZ 82    | L 36 | Marine | 55.200 | 7. November 1916 | 20 Fahrten über Nordsee und England; am 7. Februar 1917 bei Notlandung im Nebel auf der vereisten Weser respektive Aller (beides!) bei Rethem (Aller) schwer beschädigt und wenig später abgewrackt. | 7. Februar 1917 |
| LZ 83    | LZ 113 | Heer | 55.200 | 22. Februar 1917 | Ursprünglich als Heeresluftschiff geordert machte es seinen Jungfernflug am 22. Februar 1917. Als Marineluftschiff wurde es am 14. August 1917 in Dienst gestellt. Auf 15 Feindfahrten legte es 12.300 km zurück: 15 Aufklärungsfahrten nahe der Ostfront und über der Ostsee; drei Angriffe, dabei Abwurf von 6.000 kg Bomben. Am 8. Oktober 1920 wurde es als Reparationsleistung an Frankreich übergeben, wo es dann ausgiebig erprobt wurde. Die Heck-Motorgondel ist ausgestellt im Musée de l’air et de l’espace. | ? |
| LZ 84    | L 38 | Marine | 55.200 | 22. November 1916 | bei versuchter Angriffsfahrt am 29. Dezember 1916 gegen Reval und Sankt Petersburg durch starken Schneefall zur Notlandung gezwungen und dabei irreparabel beschädigt. | 29. Dezember 1916 |
| LZ 85    | L 45 | Marine | 55.200 | 12. April 1917 | 12 Aufklärungsfahrten über Nordsee und Umgebung; drei Angriffsfahrten gegen England, dabei Abwurf von 4.700 kg Bomben. Auf Rückmarsch von Angriffsfahrt zerstört bei Notlandung am 20. Oktober 1917 bei Sisteron (Frankreich) wegen Treibstoffknappheit; die Mannschaft geriet in Gefangenschaft. | 20. Oktober 1917 |
| LZ 86    | L 39 | Marine | 55.200 | 11. Dezember 1916 | zwei Aufklärungsfahrten über Nordsee und Umgebung; ein Angriff gegen England am 17. März 1917 unter Kapitänleutnant Robert Koch, dabei Abwurf von 300 kg Bomben, und auf dem Rückweg durch französisches Luftabwehrfeuer über Compiègne / Royallieu zerstört. | 17. März 1917 |
| LZ 87    | L 47 | Marine | 55.200 | 11. Mai 1917 | 18 Aufklärungsfahrten und drei Angriffe, bei denen 3240 kg Bomben über der Nordsee und England abgeworfen wurden. Am 5. Januar 1918 zerstörte eine gewaltige Explosion in der Luftschiffbasis in Ahlhorn vier Zeppeline (darunter L 47) und ein Schütte-Lanz-Luftschiff, die auf drei Hallen verteilt waren. Man geht von einem Unfall aus, Sabotage konnte jedoch nicht ausgeschlossen werden. | ? |
| LZ 88    | L 40 | Marine | 55.200 | 3. Januar 1917 | 6 Aufklärungsfahrten; zwei Angriffsfahrten gegen England, dabei Abwurf von 3.105 kg Bomben, die ihr Ziel größtenteils verfehlten. Am 16. Juni 1917 bei durch böiges Wetter fehlgeschlagener Landung in Nordholz irreparabel beschädigt. | 17. Juni 1917 |
| LZ 89    | L 50 | Marine | 55.200 | 13. Juni 1917 | 5 Aufklärungsfahrten über Nordsee und Umgebung; zwei Angriffe gegen England, dabei Abwurf von 4135 kg Bomben. Musste nach Englandeinsatz am 20. Oktober 1917 bei Dammartin (Südfrankreich) wegen Treibstoffknappheit notlanden und wurde dann unbemannt ins Mittelmeer abgetrieben. | 20. Oktober 1917 |
| LZ 90    | LZ 120 | Heer/Marine | 55.200 | 31. Januar 1917 | 17 Aufklärungsfahrten und drei Angriffe, bei denen 11.250 kg Bomben abgeworfen wurden, nahe der Ostfront und über der Ostsee. Bei der 101stündigen Fahrt vom 26. bis 31. Juli 1917 stellte Kommandant Kapitän Ernst A. Lehmann einen neuen Dauerfahrtrekord auf. Nach der Landung hatte das Luftschiff noch Benzin für weitere 33 Stunden Fahrt an Bord. Nach Auflösung der Heeresluftschifffahrt von der Marine übernommen am 8. Oktober 1917 außer Dienst gestellt; 1920 im Rahmen der Reparationsleistungen an Italien ausgeliefert, wo es ein Jahr später durch unsachgemäße Behandlung beim Entleeren auseinanderbrach. | ? |
| LZ 91    | L 42 | Marine | 55.500 | 22. Februar 1917 | 20 Aufklärungsfahrten; 4 Angriffe gegen England, dabei Abwurf von 6.030 kg Bomben; vom 6. Juni 1918 an als Schulschiff eingesetzt. Am 23. Juni 1919, zwei Tage nach der Selbstversenkung der Kaiserlichen Hochseeflotte in Scapa Flow, von seiner Mannschaft zerstört. | ? |
| LZ 92    | L 43 | Marine | 55.500 | 6. März 1917 | 6 Aufklärungsfahrten; ein Angriff auf englische Werften, dabei Abwurf von 1.850 kg Bomben. Bei einer Aufklärungsfahrt am 14. Juni 1917 von britischem Kampfflugzeug über der Nordsee abgeschossen. | 14. Juni 1917 |
| LZ 93    | L 44 | Marine | 55.800 | 1. April 1917 | Im Mai 1917 nächtliche Erkundungsflüge über dem Rhein-Ruhrgebiet zur Überprüfung von Verdunklungsmaßnahmen im Rahmen des Luftschutzes; 8 Aufklärungsfahrten sowie 4 Angriffe gegen England und britische Marineeinheiten. Am 20. Oktober 1917 bei Rückmarsch von Angriffsfahrt durch einen Sturm nach Frankreich abgetrieben und über Lunéville brennend abgeschossen. | 20. Oktober 1917 |
| LZ 94    | L 46 | Marine | 55.800 | 24. April 1917 | 19 Aufklärungsfahrten über Nordsee und Umgebung; drei Angriffsfahrten gegen England, dabei Abwurf von 5.700 kg Bomben. Zerstört bei der Explosion in Ahlhorn (siehe LZ87 „L 47“). | ? |
| LZ 95    | L 48 | Marine | 55.800 | 22. Mai 1917 | eine Aufklärungsfahrt; bei einem versuchten Angriff nahe Yarmouth von feindlichem Abfangjäger abgeschossen. | 16. Juni 1917 |
| LZ 96    | L 49 | Marine | 55.800 | 13. Juni 1917 | 2 Aufklärungsfahrten über Nordsee und Umgebung; ein Angriff auf England am 20. Oktober 1917, dabei Abwurf von 2.100 kg Bomben; wurde auf dem Rückweg nahe Bourbonne-les-Bains zur Landung gezwungen und geriet fast unbeschädigt in französische Hände. Von LZ 96 abgeleitete Pläne dienten später den USA als Vorlage beim Bau ihres ersten Starrluftschiffs, der ZR-1 USS Shenandoah. | 20. Oktober 1917 |
| LZ 97    | L 51 | Marine | 55.800 | 6. Juli 1917 | 3 Aufklärungsfahrten; ein Angriff auf die englische Küste, dabei Abwurf von 280 kg Bomben. Zerstört bei der Explosion in Ahlhorn. | ? |
| LZ 98    | L 52 | Marine | 55.800 | 14. Juli 1917 | 20 Aufklärungsfahrten; bei einer Angriffsfahrt durch einen Sturm unbeabsichtigt nach London abgetrieben, wo 2.020 kg Bombenlast abgeworfen wurden. Am 23. Juni 1919, zwei Tage nach der Selbstversenkung der Kaiserlichen Hochseeflotte in Scapa Flow, von seiner Mannschaft zerstört. | ? |
| LZ 99    | L 54 | Marine | 55.800 | 13. August 1917 | 14 Aufklärungsfahrten; zwei Angriffe gegen England, dabei Abwurf von 5.840 kg Bomben; zusammen mit LZ 108 „L 60“ am 19. Juli 1918 zerstört, als die Luftschiffhallen in Tondern von britischen Sopwith-Camel-Kampfflugzeugen des ersten Flugzeugträgers der Welt, der Furious, bombardiert wurden. | 19. Juli 1918 |
| LZ 100   | L 53 | Marine | 56.000 | 8. August 1917 | 19 Aufklärungsfahrten; 4 Angriffe gegen England, dabei Abwurf von 11.930 kg Bomben. Am 11. August 1918 durch britischen Kampfflieger bei Terschelling brennend abgeschossen. | 11. August 1918 |
| LZ 101   | L 55 | Marine | 56.000 | 1. September 1917 | zwei Angriffe, dabei Abwurf von 5.450 kg Bomben; beim zweiten am 19. Oktober 1917 trieb er schwer beschädigt hinter die Westfront ab und stieg auf die Rekordhöhe von 7.600 m auf, um zu entkommen; nach Notlandung bei Tiefenort/Thüringen verschrottet. | 19. Oktober 1917 |
| LZ 102   | L 57 | Marine | 68.500 | 26. September 1917 | vorgesehen für einen Einsatz in Afrika, jedoch am 8. Oktober 1917 nach einer Testfahrt bei starkem Wind während des Einfahrens in Jüterbog ausgebrannt. | 8. Oktober 1917 |
| LZ 103   | L 56 | Marine | 68.500 | 24. September 1917 | 17 Aufklärungsfahrten; nahm am letzten Geschwaderangriff gegen England am 6. August 1918 teil. Am 23. Juni 1919, zwei Tage nach der Selbstversenkung der Kaiserlichen Hochseeflotte in Scapa Flow, von seiner Mannschaft zerstört. | ? |
| LZ 104   | L 59 | Marine | 68.500 | 30. Oktober 1917 | Unter Kommando von Kapitänleutnant Ludwig Bockholt stationiert in Jambol (Bulgarien). Konstruiert als Fracht- und Truppentransporter; sollte insbesondere Nachschub für deutsche Truppen in Deutsch-Ostafrika liefern. Als das Schiff bereits Ägypten überquert hatte, erhielt das Schiff unter ungeklärten Umständen per Funk die Order zurückzukehren. Mit einer Marschleistung von 6.757 km erreichte das Luftschiff bei diesem Einsatz einen neuen Langstreckenrekord: 6.757 km in 95 Stunden und 5 Minuten. Das Schiff wurde für einen Angriff auf Italien verwendet; dabei Abwurf von 6.400 kg Bomben. Stürzte aus ungeklärter Ursache am 7. April 1918 bei einer Angriffsfahrt gegen Malta über der Straße von Otranto brennend ab. | 7. April 1918 |
| LZ 105   | L 58 | Marine | 56.000 | 29. Oktober 1917 | zwei Aufklärungsfahrten; zerstört bei der Explosion in Ahlhorn (siehe LZ 87/„L 47“) | ? |
| LZ 106   | L 61 | Marine | 56.000 | 12. Dezember 1917 | 9 Aufklärungsfahrten; zwei Angriffe gegen England, dabei Abwurf von 4.500 kg Bomben. 1920 im Rahmen der Reparationsleistungen nach Italien ausgeliefert, bei erster Fahrt vernichtet. | 28. August 1920 |
| LZ 107   | L 62 | Marine | 56.000 | 18. Dezember 1917 | zwei Aufklärungsfahrten; zwei Angriffe gegen England, dabei Abwurf von 5.923 kg Bomben; stürzte bei einem Aufklärungseinsatz am 10. Mai 1918 aus ungeklärter Ursache nördlich von Helgoland brennend ab. | 19. Juli 1918 |
| LZ 108   | L 60 | Marine | 55.800 | 18. Dezember 1917 | 11 Aufklärungsfahrten; ein Angriff gegen England, dabei Abwurf von 3.120 kg Bomben; zusammen mit LZ 99 „L 54“ bei britischem Bombenangriff auf seine Halle in Tondern zerstört. | ? |
| LZ 109   | L 64 | Marine | 56.000 | 11. März 1918 | 13 Aufklärungsfahrten über der Nordsee; ein Angriff auf England, dabei Abwurf von 2.800 kg Bomben. 1920 im Rahmen der Reparationsleistungen nach England ausgeliefert, bei Unwetter losgerissen und gestrandet, danach verschrottet. | 21. Juli 1919 |
| LZ 110   | L 63 | Marine | 56.000 | 4. März 1918 | 3 Angriffsfahrten gegen England, dabei Abwurf von 8.915 kg Bomben; insbesondere Teilnahme am letzten Geschwaderangriff am 6. August 1918. Am 23. Juni 1919, zwei Tage nach der Selbstversenkung der Kaiserlichen Hochseeflotte in Scapa Flow, von seiner Mannschaft zerstört. | ? |
| LZ 111   | L 65 | Marine | 56.000 | 17. April 1918 | nahm am letzten Geschwaderangriff gegen England am 6. August 1918 teil. Am 23. Juni 1919, zwei Tage nach der Selbstversenkung der Kaiserlichen Hochseeflotte in Scapa Flow, von seiner Mannschaft zerstört. | ? |
| LZ 112   | L 70 | Marine | 62.200 | 1. Juli 1918 | führte den letzten Geschwaderangriff gegen England am 6. August 1918 an; dabei war der Kommandeur der Marineluftschiffabteilung, Fregattenkapitän Peter Strasser an Bord. Beim Anflug über Norfolk von britischem D.H.4-Kampfflugzeug brennend abgeschossen. | 6. August 1918 |
| LZ 113   | L 71 | Marine | 62.200 | 29. Juli 1918 | im Krieg nicht mehr eingesetzt; 1920 im Rahmen der Reparationsleistungen nach England ausgeliefert, wo er verschrottet wurde. 32.200 m³ | ? |
| LZ 114   | vorgesehen als L 72 in Frankreich: „Dixmude“ | Marine | 62.200 | 9. Februar 1920 | wegen Kriegsende nicht mehr von der Marine übernommen; 1920 im Rahmen der Reparationsleistungen nach Frankreich ausgeliefert. 50 Tote beim Verlust bei Pantelleria/Sizilien am 23. Dezember 1923. Das Schiff verbrannte in der Luft, keine Überlebenden. LZ 114 war auf der Rückfahrt von einer Testfahrt in die Sahara. | 22. Dezember 1923 |
| LZ 115   | nicht umgesetzt, im Juli 1918 als Versuchluftschiff L 100 bestellt, 75.500 m³, das Projekt wurde dann unter der Nummer LZ 119 weitergeführt.                            | nicht umgesetzt, im Juli 1918 als Versuchluftschiff L 100 bestellt, 75.500 m³, das Projekt wurde dann unter der Nummer LZ 119 weitergeführt.                            | nicht umgesetzt, im Juli 1918 als Versuchluftschiff L 100 bestellt, 75.500 m³, das Projekt wurde dann unter der Nummer LZ 119 weitergeführt.                            | nicht umgesetzt, im Juli 1918 als Versuchluftschiff L 100 bestellt, 75.500 m³, das Projekt wurde dann unter der Nummer LZ 119 weitergeführt.                            | nicht umgesetzt, im Juli 1918 als Versuchluftschiff L 100 bestellt, 75.500 m³, das Projekt wurde dann unter der Nummer LZ 119 weitergeführt. | nicht umgesetzt, im Juli 1918 als Versuchluftschiff L 100 bestellt, 75.500 m³, das Projekt wurde dann unter der Nummer LZ 119 weitergeführt.                            |
| LZ 116   | durch Kriegsende nicht fertiggestellt; vorgesehen als L 73 | durch Kriegsende nicht fertiggestellt; vorgesehen als L 73 | durch Kriegsende nicht fertiggestellt; vorgesehen als L 73 | durch Kriegsende nicht fertiggestellt; vorgesehen als L 73 | durch Kriegsende nicht fertiggestellt; vorgesehen als L 73 | durch Kriegsende nicht fertiggestellt; vorgesehen als L 73 |
| LZ 117   | durch Kriegsende nicht fertiggestellt; vorgesehen als L 74 | durch Kriegsende nicht fertiggestellt; vorgesehen als L 74 | durch Kriegsende nicht fertiggestellt; vorgesehen als L 74 | durch Kriegsende nicht fertiggestellt; vorgesehen als L 74 | durch Kriegsende nicht fertiggestellt; vorgesehen als L 74 | durch Kriegsende nicht fertiggestellt; vorgesehen als L 74 |
| LZ 118   | war bei Kriegsende noch nicht bestellt; vorgesehen als L 75, 68.500 m³, 226 m lang, 6 Motoren                                                                           | war bei Kriegsende noch nicht bestellt; vorgesehen als L 75, 68.500 m³, 226 m lang, 6 Motoren                                                                           | war bei Kriegsende noch nicht bestellt; vorgesehen als L 75, 68.500 m³, 226 m lang, 6 Motoren                                                                           | war bei Kriegsende noch nicht bestellt; vorgesehen als L 75, 68.500 m³, 226 m lang, 6 Motoren                                                                           | war bei Kriegsende noch nicht bestellt; vorgesehen als L 75, 68.500 m³, 226 m lang, 6 Motoren | war bei Kriegsende noch nicht bestellt; vorgesehen als L 75, 68.500 m³, 226 m lang, 6 Motoren                                                                           |
| LZ 119   | nicht umgesetzt; Vergrößerung des Projektes LZ 115 auf 108.000 m³, zehn Motoren, geplanter Baubeginn Juni 1919, der Auftrag wurde jedoch am 6. Oktober 1918 annulliert. | nicht umgesetzt; Vergrößerung des Projektes LZ 115 auf 108.000 m³, zehn Motoren, geplanter Baubeginn Juni 1919, der Auftrag wurde jedoch am 6. Oktober 1918 annulliert. | nicht umgesetzt; Vergrößerung des Projektes LZ 115 auf 108.000 m³, zehn Motoren, geplanter Baubeginn Juni 1919, der Auftrag wurde jedoch am 6. Oktober 1918 annulliert. | nicht umgesetzt; Vergrößerung des Projektes LZ 115 auf 108.000 m³, zehn Motoren, geplanter Baubeginn Juni 1919, der Auftrag wurde jedoch am 6. Oktober 1918 annulliert. | nicht umgesetzt; Vergrößerung des Projektes LZ 115 auf 108.000 m³, zehn Motoren, geplanter Baubeginn Juni 1919, der Auftrag wurde jedoch am 6. Oktober 1918 annulliert. | nicht umgesetzt; Vergrößerung des Projektes LZ 115 auf 108.000 m³, zehn Motoren, geplanter Baubeginn Juni 1919, der Auftrag wurde jedoch am 6. Oktober 1918 annulliert. |

### Nach dem Ersten Weltkrieg (bis 1940)
| Nummer | Name | Einsatzbereich | Erste Fahrt | Bemerkungen |
| ------ | --- | --- | --- | --- |
| LZ 120 | „Bodensee“; in Italien: „Esperia“ | zivil (DELAG); in Italien: militärisch | 20. August 1919 | enthielt Passagierabteile erster Klasse; bis 1921 von der DELAG eingesetzt, dann im Rahmen der Reparationsleistungen an Italien ausgeliefert. Dort fuhr es unter dem Namen Esperia und wurde 1928 abgewrackt. |
| LZ 121 | „Nordstern“; in Frankreich: „Méditerranée“ | zivil (DELAG) (geplant); in Frankreich: experimentell | 8. Juni 1921 | vorgesehen für den geplanten Liniendienst nach Stockholm; im Rahmen der Reparationsleistungen am 13. Juni 1921 an Frankreich ausgeliefert. Diente dort bis 1927 als Versuchs- und Trainingsschiff, danach zerstörende Materialtests und Abwrackung.                                                                         |
| LZ 122 | nicht umgesetzt | nicht umgesetzt | nicht umgesetzt | nicht umgesetzt |
| LZ 123 | nicht umgesetzt | nicht umgesetzt | nicht umgesetzt | nicht umgesetzt |
| LZ 124 | nicht umgesetzt (Konstruktion von den Siegermächten verboten) | nicht umgesetzt (Konstruktion von den Siegermächten verboten) | nicht umgesetzt (Konstruktion von den Siegermächten verboten) | nicht umgesetzt (Konstruktion von den Siegermächten verboten) |
| LZ 125 | Projekt: 236 m lang, 29,9 m Durchmesser, 17 Gaszellen, 12 Maybach Mb IVa-Motoren mit insg. 2300 kW und 10 Luftschrauben, 45–50 Fahrgäste, am 26. November 1919 von der US-Armee bestellt; nicht umgesetzt, da das US-Kriegsministerium am 1. Dezember 1919 aus politischen Gründen Abstand nahm | Projekt: 236 m lang, 29,9 m Durchmesser, 17 Gaszellen, 12 Maybach Mb IVa-Motoren mit insg. 2300 kW und 10 Luftschrauben, 45–50 Fahrgäste, am 26. November 1919 von der US-Armee bestellt; nicht umgesetzt, da das US-Kriegsministerium am 1. Dezember 1919 aus politischen Gründen Abstand nahm | Projekt: 236 m lang, 29,9 m Durchmesser, 17 Gaszellen, 12 Maybach Mb IVa-Motoren mit insg. 2300 kW und 10 Luftschrauben, 45–50 Fahrgäste, am 26. November 1919 von der US-Armee bestellt; nicht umgesetzt, da das US-Kriegsministerium am 1. Dezember 1919 aus politischen Gründen Abstand nahm | Projekt: 236 m lang, 29,9 m Durchmesser, 17 Gaszellen, 12 Maybach Mb IVa-Motoren mit insg. 2300 kW und 10 Luftschrauben, 45–50 Fahrgäste, am 26. November 1919 von der US-Armee bestellt; nicht umgesetzt, da das US-Kriegsministerium am 1. Dezember 1919 aus politischen Gründen Abstand nahm                             |
| LZ 126 | in den USA: ZR-3 „USS Los Angeles“ | experimentell, militärisch | 27. August 1924 | Bestellung aus den USA; von Friedrichshafen nach Lakehurst überführt in 81 Stunden und 2 Minuten, Ankunft am 15. Oktober 1924, 9:52 Uhr. Erfolgreichstes amerikanisches Luftschiff. Abgewrackt im August 1940. |
| LZ 127 | „Graf Zeppelin“ | zivil (DELAG) | 18. September 1928 | gilt als erfolgreichstes Luftschiff aller Zeiten; planmäßige Fahrten nach Südamerika; 1929 Weltfahrt, 1931 Arktisfahrt. 1940 zusammen mit LZ 130 abgewrackt. |
| LZ 128 | Projekt zugunsten von LZ 129 aufgegeben | Projekt zugunsten von LZ 129 aufgegeben | Projekt zugunsten von LZ 129 aufgegeben | Projekt zugunsten von LZ 129 aufgegeben |
| LZ 129 | „Hindenburg“ | zivil (DZR) | 4. März 1936 | größtes gebautes Luftschiff aller Zeiten (zusammen mit LZ 130); sollte Helium statt brennbarem Wasserstoff als Traggas verwenden, was aus politischen Gründen misslang. Eingesetzt im Liniendienst nach Nord- und Südamerika. Zerstört bei der Katastrophe von Lakehurst am 6. Mai 1937.                                    |
| LZ 130 | „Graf Zeppelin“ | zivil (DZR) | 14. September 1938 | Schwesterschiff von LZ 129; nur für Versuchs- und Propagandafahrten eingesetzt, da weiterhin kein Helium verfügbar war und für den Passagiertransport mit Wasserstofffüllung nach der Hindenburg-Katastrophe keine Zulassung erteilt wurde. Auf Anweisung des Luftfahrtministeriums 1940 gemeinsam mit LZ 127 verschrottet. |
| LZ 131 | unbekannt | zivil (DZR) | 1940 (projektiert) | Typschiff einer um 18 m gegenüber LZ 129 und LZ 130 auf 263 Meter verlängerten Luftschiffklasse; Gaszellenvolumen 223.000 m³ (+28.000 m³); Passagierkapazität: ca. 80; nur einige Spantenringe in der Werft gefertigt, 1940 verschrottet.                                                                                   |
| LZ 132 | unbekannt | zivil (DZR) | unbekannt | Schwesterschiff von LZ 131; nicht über die Konzeptionsphase hinausgekommen |

### Projektstudien 1950er, 1980er-Jahre
LZ 132 – Mitte der 1950er Jahre wurde auf Basis von LZ 131 die Neukonzeption eines Luftschiffes angedacht. Neben dem Einsatz als Passagierluftschiff wurde auch eine zweite Version als Lastenluftschiff geplant. Die Studie kam jedoch nicht über die Konzeptionsphase hinaus, so dass das Luftschiff niemals gebaut wurde.
LZ 133 – Bei diesem Luftschiff handelt es sich um eine in den 1980er Jahren durchgeführte Projektstudie, die nie über die Konzeptionsphase hinauskam. Zwar wurde diese Studie nicht von der Zeppelin-Gesellschaft durchgeführt, sondern durch den englischen Luftschiffkonstrukteur Ian Alexander initiiert und vorangetrieben. Dennoch war eine direkte Verbindung zu dem Zeppelin-Konzern gegeben, indem die Studie an den Vorsitzenden der Zeppelin-Stiftung adressiert war und diesem auch übergeben wurde.

### Zeppelin LZ N07 "NT" (ab 1997)
| Werk-Nr. | Typ        | LFK Luftfahrzeugkennzeichen          | Name                | Einsatzbereich | Erstflug                | Bemerkungen | Abbildung |
| -------- | ---------- | ------------------------------------ | ------------------- | -------------- | ----------------------- | --- | --------- |
| MSN 001  | LZ N07-100 | Ehemals D-LZFN                       | „Friedrichshafen“   | zivil          | 18. September 1997      | Prototyp der Zeppelin NT-Baureihe; Zulassung zum Passagiertransport (Rundflüge) im April 2001; seit August 2005 Einsatz für geologische Untersuchungen in Südafrika; am 20. September 2007 in Botswana durch eine Windhose am Ankermast beschädigt, danach abgerüstet; 3.306 Flugstunden |           |
| MSN 002  | LZ N07-101 | Ehemals D-LZZR Ehemals JA101Z D-LZFN | „Hugo Eckener“      | zivil          | 10. August 2001 (Taufe) | Erstes Serienluftschiff, am 2. März 2004 nach Japan verkauft, zum Jahreswechsel 2004/2005 dorthin überführt, Bezeichnung in JA101Z „Yokoso! Japan“ geändert, 2011 Demontage, Wiederaufbau und Überholung bis zum Frühjahr 2012. Aufgerüstet zur Version -101. Aktuell im Dienst für die Deutsche Zeppelin-Reederei. Im Mai 2024 auf den Namen „Hugo Eckener“ getauft und zeitweise von Essen aus im Einsatz. |           |
| MSN 003  | LZ N07-100 | D-LZZF                               | „Baden-Württemberg“ | zivil          | 8. Februar 2003         | Zweites Serienluftschiff. Vollständige Lebenszeit im Dienst der Deutschen Zeppelin-Reederei gewesen. Aktuell außer Dienst gestellt. |           |
| MSN 004  | LZ N07-101 | D-LZNT                               | „Eureka“            | zivil          | 21. Mai 2008            | Drittes Serienluftschiff, die Firma Airship Ventures (in Moffett Field in der Nähe von San Francisco, USA) hat das Luftschiff geleast. Am 21. November 2008 auf den Namen „Eureka“ getauft. Seit 2019 wieder in Deutschland. Aufgerüstet zur Version -101. Aktuell im Dienst für die Deutsche Zeppelin-Reederei.                                                                                             |           |
| MSN 006  | LZ N07-101 | Ehemals D-LZGY N-1A                  | „Wingfoot One“      | zivil          | 17. März 2014           | Aktuell im Dienst für die Goodyear Tire & Rubber Company. |           |
| MSN 007  | LZ N07-101 | Ehemals D-LZGZ N-2A                  | „Wingfoot Two“      | zivil          |                         | Getauft am 21. Oktober 2016. Aktuell im Dienst für die Goodyear Tire & Rubber Company. |           |
| MSN 008  | LZ N07-101 | Ehemals D-LZGA N-3A                  | „Wingfoot Three“    | zivil          |                         | Erstflug Juni 2018 für Goodyear. Aktuell im Dienst für die Goodyear Tire & Rubber Company. |           |
| ?        | ?          | D-LZBW                               |                     | zivil          | 28. März 2025           | Seit April 2025 in Friedrichshafen, mit weiß-gelber "EUROPAPARK" Aufschrift. |           |